# Xenofrea berkovi
Xenofrea berkovi là một loài bọ cánh cứng trong họ Cerambycidae.